# Jorge Szatmári
Jorge Szatmári (en húngaro: Szatmári György) fue el quincuagésimo arzobispo de Esztergom (1457- 3 de septiembre de 1524). Gran promotor del Renacimiento en Hungría y hábil político.

## Biografía

### Inicio de su carrera
Nació en 1457 en una familia burguesa húngara de la ciudad de Kassa como hijo de Esteban Szatmári, cuya familia probablemente provenía de tierras germánicas. A temprana edad comenzó su carrera en 1494 trabajando en la cancillería real a cargo del clérigo Tomás Bakócz hasta 1499. Luego fue nombrado director de la cancillería y canciller secreto en 1499 hasta 1521, y desde 1521 hasta su muerte canciller supremo.
Szatmári fue nombrado obispo de Veszprém (1499-1501) y luego el rey Vladislao II de Hungría lo cambia de sede, nombrándole obispo de Várad (1501-1505). En esta época (1500-1504) pedirá en muchas ocasiones al Papa que retrase su santificación como sacerdote, pues Szatmári, si bien ya ha sido obispo de dos diócesis diferentes, no ha tomado los hábitos religiosos aún. La carrera militar y política parece ser la que más le atrae, quien usaba inclusive los emblemas de la Orden del Dragón y se esforzó por intervenir en la política interna del reino consiguiendo que su aliado Emerico Perényi fuese elegido Nádor de Hungría en 1504.
Igualmente Szatmári jugó un papel fundamental en el acuerdo secreto que firmó el rey Vladislao II con el emperador Maximiliano I de Habsburgo en 1506, donde sus nietos eran comprometidos en matrimonio con los hijos del rey húngaro. Este éxito, así como una excelsa administración de la diócesis de Várad bajo su cargo, motivó al Papa Julio II a que premiase a Szatmári confirmando su nombramiento como obispo de Pécs el 19 de diciembre de 1505, aún y cuando seguía siendo laico. De esta manera, abandonando Várad estableció su centro humanista en la ciudad de Pécs, donde permanecerá casi dos décadas hasta 1522. 
En 1506 se consiguió lo que tanto exigía la silla papal, Szatmári tomó los hábitos religiosos e instituido como sacerdote, lo que hizo crecer su legitimidad y prestigio a la cabeza de la diócesis de Pécs. En la primera década de 1500, se convirtió junto a su mentor Tomás Bakócz en el mediador y representante de los asuntos externos del reino, contando con un enorme poder y prestigio. En 1508 la Liga de Cambrai entre Maximiliano de Habsburgo y el rey Luis XII de Francia en contra de la República de Venecia condujo a una confrontación en 1510 entre Szatmári y su mentor Tomás Bakócz, quien era el arzobispo de Estrigonia para ese momento. Szatmári exigía que Venecia, al ser derrotada, devolviese las tierras de Dalmacia a Hungría, mientras que Bakócz intentaba por vías diplomáticas solucionar esta desavenencia y desde 1507 había incluso recibido el título de Patriarca Latino de Constantinopla de manos de los venecianos.
Fundó en la ciudad de Pécs un centro humanista que atrajo a muchas celebridades y personas de gran nivel cultural del Renacimiento italiano y europeo en general. Construyó un enorme palacio obispal renacentista (del cual después de las invasiones turcas solo ha quedado el altar) y una suntuosa capilla en Kassa, ciudad del norte de Hungría. Patrocinó como mecenas los estudios de muchos estudiantes húngaros en el extranjero, lo que reafirma el hecho de que posteriormente muchas de las obras de estos humanistas fueran dedicadas a Szatmári.

### Szatmári bajo el reinado de Luis II de Hungría
Tras la muerte del rey Vladislao II de Hungría en 1516, Szatmári se convirtió en el consejero y apoyo más importante del joven rey Luis II de Hungría. Sus esfuerzos por la ratificación de los tratados matrimoniales con los Habsburgos fueron constantes, pues no deseaba que la familia real húngara se uniese con la influyente Casa de Zápolya. El conde Juan de Zápolya y su madre habían intentado a toda costa casarse con la hija de Vladislao II, e inclusive consiguieron el matrimonio de Bárbara de Zápolya con el rey polaco Segismundo I Jagellón el Viejo, hermano del rey húngaro. Siendo casi un hecho, para la lucha contra los turcos, y la legitimación en el poder, era necesario que una familia real de Occidente se uniese con la húngara, no una familia aristocrática de condes.
Bajo el reinado de Luis II, el papel protagónico de Szatmári es incuetsionable, incluso frente al de Bakócz, y solamente en los últimos años sube a la palestra pública Ladislao Szalkai, quien desde 1517 será también canciller. De esta manera, los tres altos clérigos portarán el título de canciller húngaro al mismo tiempo. Nuevamente consiguiendo que su candidato fuese electo como Nádor húngaro, en 1519 Esteban Báthory, asciende al cargo tras las gestiones de Szatmári.
El 16 de junio de 1521 muere el arzobispo Tomás Bakócz, y el testamento (donde también era nombrado Szatmári) es suspendido y todos los bienes de las archidiócesis acaparadas por el rey Luis II, quien planeaba resolver el drama de la nueva crisis que estaba a punto de enfrentar el reino: Los ejércitos del sultán turco Solimán el Magnífico habían invadido las fronteras del Sur del reino húngaro y el 29 de agosto ocuparon la ciudad de Belgrado. Meses después Szatmári fue nombrado arzobispo de Esztergom y la dirección de la cancillería pasó totalmente a manos de Ladislao Szalkai, quien era el obispo de Eger para ese momento. Szatmári ocupó la silla arzobispal durante dos años planeando junto al rey Luis II la defensa del reino contra los turcos, sin embargo repentinamente murió a los 67 años de edad. Fue sucedido en la silla arzobispal por Ladislao Szalkai, quien acompañó dos años después a Luis II a la batalla de Mohács en 1526, en la cual los ejércitos otomanos derrotaron las fuerzas húngaras y todo el alto clero, junto al monarca perecieron.